# ニィス
ニィス (NIS）は、DTP用フォントや、高品位フォント等を開発および販売しているメーカー。所在地は東京都新宿区。
1970年7月29日に伊藤晃が創立した日本情報科学が前身で、1996年11月に「株式会社ニィス」へ変更された。
2013年に長竹産業傘下となり、2015年には同グループ企業と合併し「株式会社エヌアイシィ」の一部門となった。
1983年、日本初のパソコン用のアウトラインフォントを独自に開発した。日本ビクターに商業放送用テロップ作成用、三井物産にはテリドン用としてOEM納入した。当初、活字書体の使用権を取得していたが、より高品質な書体の制作を1988年、三宅康文に委託し、JTCウインなどの新書体を開発。さらにパッケージフォントの販売を実施。Windows、Macintosh向けの書体を販売。

## 代表フォント
- JTCウインシリーズ
- NIS-POP
- コミクス
- ウインクス
- JTCウインスケルトン
- JTCじゃんけん
- JTC江戸文字「風雲」
- JTC神楽
- JTCギジモ
- JTC彩滉
- JTCナミキシリーズ